# Darude
Toni-Ville Henrik Virtanen (* 17. července 1975 Eura) je finský trance DJ, známější pod svým uměleckým jménem Darude, které vzniklo od názvu Rude Boy. Kariéru započal v roce 1995. Jeho první set se jmenuje Sandstorm (v překladu „Písečná bouře“). Další sety vydal v roce 1999 a následující album nazval Before the Storm (v překlad „Před bouří“). Darude je známý pro svůj progresivní či povznášející styl. Produkuje sety ve stylu trance.

## Diskografie

### Alba
- 2000: Before the Storm
- 2003: Rush
- 2007: Label This!
- 2015: Moments
- 2023: Together

### Singly
- 1999: „Sandstorm“
- 2000: „Feel the Beat“
- 2001: „Out of Control (Back for More)“
- 2003: „Music“
- 2003: „Next to You“
- 2007: „Tell Me“
- 2007: „My Game“
- 2008: „In the Darkness“
- 2008: „Selfless“ (feat. Blake Lewis)
- 2008: „I Ran (So Far Away)“ (feat. Blake Lewis)
- 2015: „Beautiful Alien“ (feat. AI AM)
- 2016: „Moments“ (feat. Sebastian Rejman)
- 2017: „Singularity“ (s Zac Waters feat. Enya Angel)
- 2018: „Surrender“ (s Ashley Wallbridge feat. Foux)
- 2018: „Timeless“ (feat. Jvmie)
- 2019: „Release Me“ (feat. Sebastian Rejman)
- 2019: „Superman“ (feat. Sebastian Rejman)
- 2019: „Look Away“ (feat. Sebastian Rejman)
- 2019: „Hide“ (s Audioventura & Jvmie)